# رالي السويد 2019
رالي السويد 2019 هو سباق رالي أقيم في الفترة من 14 إلى 17 فبراير 2019 في محافظة ورملاند. تكون الرالي من 19 مرحلة. فاز أوت تاناك ببطولة السائقين.